# 훌리안 아우데
훌리안 아우데(스페인어: Julián Ezequiel Aude Bernardi, 2003년 3월 24일~)는 아르헨티나의 축구 선수로, LA 갤럭시와 아르헨티나 연령별 대표팀에서 수비수로 활동하고 있다.